# 潘高壽
潘高壽於中華民國年間1920年代在廣州創立，原名潘高壽藥行，以生產枇杷膏著稱。
現時，港澳台及海外商標由香港潘高壽藥廠擁有，中國大陸商標被當局接管後由广州医药集团旗下子公司廣州白云山潘高壽藥業股份有限公司擁有。

## 歷史
潘高壽創立於清光緒十六年（1890年）。廣東開平人氏潘百世、潘應世兄弟在廣州高第街開設了一間名為長春洞的藥舖。1935年至1936年左右，潘百世的四子潘郁生製成止咳化痰的新藥，定名為「潘高壽川貝枇杷露」。此後潘郁生正式使用潘高壽藥行的招牌，專營枇杷露。
1945年日本二戰投降後，潘郁生以潘高壽藥行取代「長春洞」，專營川貝枇杷露，又在西關杉木欄路開新店鋪以擴大生產。1949年國共戰爭結束，中共建政。1950年代初，廣州潘高壽轉移到香港。1956年，廣州原有的廠房被當局公私合營，潘高壽藥行與大同成藥社、中華成藥社合併，組成公私合營潘高壽聯合製藥廠。生產以各合併廠原有的止咳糖漿為主，將川貝枇杷露作為主體產品，保留「潘高壽」作爲產品名稱，其它外用藥則調出劃歸其他廠生產。1964年，潘高壽藥廠被劃入廣州市化工局屬下的中藥總廠。工廠的產、供、銷由中藥總廠統一計劃安排。翌年4月，將位於和平西路的星群藥廠的中藥提煉車間併入潘高壽。
文化大革命期間，當局把潘高壽改名為「廣州中藥七廠」，且一度命名為「中藥七連」。 1974年中藥總廠撤銷，併入市醫藥工業公司。1981年當局才批准恢復潘高壽藥廠名。

## 英文名稱
潘高壽在香港和海外的英文名稱是始創時傳統的粵式不標準拼音。而廣藥潘高壽在1949年後被改成漢語拼音，與很多國有企業的做法相同，至今未見恢復。

## 外部連結
- 香港潘高壽藥廠 （页面存档备份，存于）
- 广州潘高寿药业股份有限公司 （页面存档备份，存于）